# Odontoscapus conradti
Odontoscapus conradti är en stekelart som först beskrevs av Schulz 1906.  Odontoscapus conradti ingår i släktet Odontoscapus och familjen bracksteklar. Inga underarter finns listade i Catalogue of Life.